# That's What U R
"That's What U R" är en låt framförd av den amerikanska sångerskan Amerie, med text av Derrick Braxton och Chris Paultre och musik av Chris & Drop till Ameries tredje studioalbum Because I Love It.
I "That's What U R" ger framföraren komplimanger till ett kärleksintresse. I refrängen sjunger Amerie; "It's about to go down/Cause you're so/Sexual/That's what you are/Sensual/Ooh you're looking so beautiful". Låten är i midtempo och innehar en "urbant sound" med avlägsna polissirener och jämn basgång. Låten hade premiär tillsammans med huvudsingeln "Take Control" på Ameries MySpace-sida. Spåret var tänkt att ges ut som den andra singeln från skivan på den Nordamerikanska musikmarknaden. Dessa planer gick dock om intet när Capitol Records ställde in utgivningen av Ameries album i USA. Låten gavs istället ut som en radiosingel i Japan den 26 november 2007. Radioversionen var en remixversion med rapparna Fabolous och Slim Thug. Trots att låten aldrig tog sig in på några singellistor fick den positivt bemötande av musikrecensenter. "That's What U R" rankades som en av de fem hetaste singelutgivningarna under månaden av den amerikanska tidskriften Vibe Magazine. AllMusic var också positiv och tyckte att den liknade en av de bättre The Neptunes-produktionerna. I USA gavs låten ut som en marknadsföringssingel och trycktes upp i 12"-vinylsinglar av skivbolaget Up Above Records. Spåret gavs ut tillsammans med b-sidan "Some Like It".
Under tiden som låten var planerad att ges ut som officiell singel fanns planer på en musikvideo. En video filmades aldrig men låtens intro valdes med till musikvideon av "Take Control".

## Format och innehållsförteckningar
- Amerikansk 12"-vinylsingel

1. "That's What U R" (Remix)
2. "That's What U R" (Main)
3. "That's What U R" (Instrumental)
4. "That's What U R" (A cappella)
5. "Some Like It" (Main)
6. "Some Like It" (Instrumental)
7. "Some Like It" (A cappella)

## Topplistor
| Lista (2007)                        | Topplacering |
| ----------------------------------- | ------------ |
| Litauen (LCC Hot R&B/Hip-Hop Songs) | 20           |